# Jean Desailly
Jean Desailly, född 24 augusti 1920 i Paris, död 11 juni 2008 i samma stad, var en fransk skådespelare.

## Roller i urval
- 1945 – Sylvie et le fantôme
- 1946 – Symphonie pastorale
- 1954 – Om Versailles kunde berätta
- 1955 – Kärleksmanöver
- 1957 – Maigret gillrar en fälla
- 1960 – Baronen lever högt
- 1962 – Ställd mot väggen
- 1964 – Den lena huden
- 1972 – De kriminella
- 1973 – Reptilen
- 1981 – Le Professionnel